# زباخ (تورینگن)
زباخ (به آلمانی: Seebach) یک شهر در آلمان است که در تورینگن واقع شده‌است. زباخ ۲٬۴۲۲ نفر جمعیت دارد.